# Trebius tenuifurcatus
Trebius tenuifurcatus is een eenoogkreeftjessoort uit de familie van de Trebiidae. De wetenschappelijke naam van de soort is voor het eerst geldig gepubliceerd in 1887 door Rathbun.